# سردسته شکنجه‌گران
سردستهٔ شکنجه‌گران (به انگلیسی: Ringleader of the Tormentors) آلبوم هشتم هنرمند اهل انگلستان، موریسی است که در سال ۲۰۰۶ میلادی منتشر شد. این آلبوم در جایگاه نخست جدول آلبوم‌های پرفروش پادشاهی متحد قرار گرفت.

## فهرست ترانه‌ها
متن همهٔ ترانه‌ها توسط موریسی نوشته شده‌است.
| شماره      | نام                                            | آهنگساز    | عنوان اصلی                       | مدت   |
| ---------- | ---------------------------------------------- | ---------- | -------------------------------- | ----- |
| ۱.         | «در جاهای دورادور می‌بینمتون»                   | آلن وایت   | I Will See You in Far-Off Places | ۰۴:۱۳ |
| ۲.         | «خدای بزرگ، لطفاً کمکم کن»                      | وایت       | Dear God Please Help Me          | ۰۵:۵۱ |
| ۳.         | «تو منو به کشتن دادی»                          | جسی توبایس | You Have Killed Me               | ۰۳:۰۸ |
| ۴.         | «جوون‌ترین اونا، محبوب‌ترین‌شون بود»              | توبایس     | The Youngest Was the Most Loved  | ۰۲:۵۹ |
| ۵.         | «در آینده که همه‌چیز روبه‌راهه»                  | توبایس     | In the Future When All's Well    | ۰۳:۵۴ |
| ۶.         | «پدری که باید کشته بشه»                        | وایت       | The Father Who Must Be Killed    | ۰۳:۵۳ |
| ۷.         | «زندگی یه خوک‌دونی‌یه»                           | وایت       | Life Is a Pigsty                 | ۰۷:۲۲ |
| ۸.         | «حالا دیگه هیچکس منو قهرمان خودش نخواهد دونست» | وایت       | I'll Never Be Anybody's Hero Now | ۰۴:۱۴ |
| ۹.         | «من توی کوچه‌ها دویدم»                          | توبایس     | On the Streets I Ran             | ۰۳:۵۱ |
| ۱۰.        | «در چشم من تو یک اثر هنری هستی»                | وایت       | To Me You Are a Work of Art      | ۰۴:۰۲ |
| ۱۱.        | «فقط می‌خوام پسره رو خوشبخت ببینم»              | توبایس     | I Just Want to See the Boy Happy | ۰۲:۵۹ |
| ۱۲.        | «من بالاخره به دنیا اومدم»                     | مایکل فارل | At Last I Am Born                | ۰۳:۳۳ |
| مجموع مدت: | مجموع مدت:                                     | مجموع مدت: | مجموع مدت:                       | ۵۰:۰۵ |